# Hrobka hrabat Henckelů von Donnersmarck
Hrobka hraběcí rodiny Henckelů von Donnersmarck und Vösendorf je nepříliš velká kruhovitá stavba na hřbitově ve Starém Bohumíně, součást památkově chráněného kostela Narození Panny Marie.
Šlechtická rodina Henckelů von Donnersmarck získala bohumínské panství s konečnou platností 26. května 1629. Rodina patřila mezi aktivní vyznavače protestantského pietismu. Proto si musela nechat vystavět rodinnou hrobku v samotném rohu hřbitova. Tato dvoupatrová stavba, v jejímž suterénu je hrobka a v nadzemí sakrální prostor, svým vzhledem připomíná románskou rotundu bez apsidy.
Hrobka byla postavena někdy v druhé polovině 17. století. Roku 1752 byla hrobka přestavěna do dnešní podoby a od té doby sloužila svému účelu již jen krátce. Poslední mužský potomek bohumínské větve rodu Johann Erdman Henckel von Donnersmarck und Vösendorf zde byl pohřben 16. března 1803. Samotná podzemní část hrobky pak byla nejpozději na přelomu 19. a 20. století vyklizena a vchod do ní byl zasypán.
Do seznamu kulturních památek byla tato stavba, jejíž nadzemní část dlouhá desetiletí sloužila jako skladiště již nepoužívaného kostelního mobiliáře, zapsána v roce 1974, kdy došlo k její částečné rekonstrukci. Teprve díky iniciativě Vítězslava Malchara, Otmara Faji a jejich spolupracovníků byla nadzemní část bývalé hrobky v letech 2001 až 2002 znovu opravena a adaptována na kapli Panny Marie. Této kapli, ve které se v květnu konají odpolední májové pobožnosti, spolu se zde umístěným bývalým božítělovým oltářem, požehnal v roce 2002 generální vikář ostravsko-opavské diecéze František Kufa.